# Lost Sphear
Lost Sphear (ロストスフィア, Rosuto Sufia) est un jeu vidéo développé par Tokyo RPG Factory et édité par Square Enix, sorti en octobre 2017 au Japon sur PlayStation 4 et Nintendo Switch et en janvier 2018 à l'international sur PlayStation 4, Nintendo Switch et Windows. Il s'agit du second jeu du studio Tokyo RPG Factory après I Am Setsuna.

## Système de jeu
Lost Sphear revendique un héritage venu de l'époque des RPG 16 bits. Le jeu intègre ainsi un système de combat en Active Time Battle inspiré de Chrono Trigger.

## Accueil
- Famitsu : 32 / 40[3]
- Gamekult : 4 / 10[4]
- Gameblog : 6 / 10[5]
- Jeuxvideo.com : 14 / 20[6]